# がんばれみどりちゃん
『がんばれみどりちゃん』は、唐沢なをき作の4コマ漫画。『イブニング』にて連載された。

## 概要
各話3ページ、4コマ漫画作品5本ずつから成る(計21コマで構成されたストーリーになっている)。「みどりちゃん」を中心に、家族や幼稚園の友達や先生達、その周囲の人々と巻き起こす騒動を描く。ほのぼのとしたテーマとは裏腹に、その内容は唐沢なをき作品らしく、エロネタや下ネタ、ブラックジョークに満ちている。無論、見た目と内容のギャップもまたこの作品を構成するギャグの一部と言える。

## 主人公
月並 みどり（つきなみ みどり）
幼稚園に通う、薬局の一人娘だが、周囲の困った人々に対し冷静でドライな性格も持つ。

## ストーリー
- 量が多いため、伸縮型のメニューとして掲載した。右にある[表示]をクリックすると一覧表示される。
- また、ストーリーの紹介順が前後している箇所もある。

| ストーリー | ストーリー           | ストーリー | ストーリー |
| 回         | 題材                 | ストーリー | 初出       |
| ---------- | -------------------- | --- | ---------- |
| 1          | 悪戯                 | この漫画は「店に忍び込んだみどりが、栄養ドリンクを盗み飲みして鼻血を出し、みどり父(特別に名称がない限り、簡略に記す)に叩かれる」話で始まる。他にもみどり父から悪戯をして拳を喰らっている。 |            |
| 2          |                      | |            |
| 3          | ホーガン             | |            |
| 4          | 店番                 | |            |
| 5          | ままごと             | MAS(みどり、アカネ、さくらが揃って登場している場合の略称。)がままごとをすることになった。が、普通の「ままごと」ではなくなってしまう。 |            |
| 6          | 祖母                 | |            |
| 7          |                      | |            |
| 8          | クリスマス会         | 今日は、老人ホーム慰問。この日全員コスプレにてサンタクロースはもちろん、天使、クリスマスツリー、宣教師等に扮したが(トナカイに扮したホーガンもいた)、サガハタだけイエス・キリストに扮した。他4本掲載。 |            |
| 9          | サガハタ             | この日、ランニングシャツにトランクスというアナーキーな風袋で薬局に来店。ところが、何も知らないみどりの両親は、一泊させてしまい、結果的に「悪夢」を見る事になってしまった…。 |            |
| 10         | 砂場                 | この日、MASとカバタ軍団が「縄張り争い」に発展した。最終的にはMASが逆転勝ちになったが…。 |            |
| 11         | 量販店               | 近所に薬の大手量販店が開店した。客を取られてしまうのを防ぐため、あらゆる手段で「嫌がらせ」に向かった。 |            |
| 12         | シシドくん           | この日、男子園児に年長組みのシシドに殴られた。 |            |
| 13         | さくらちゃん         | |            |
| 14         | ホーガン             | 春休み直前、その日ホーガンをどうするのか、思案に暮れていた。するとアカネが丸焼きにしようと、松明を片手にコメントした。それを見た鬱五郎は止めようとしたが、ウサギ小屋からホーガンに頭突きされ、前出の松明に引火してしまい、哀れ「全身火だるま」になり病院へ搬送された。結局持ち回りで世話をする事になった。 |            |
| 15         | 翔くん               | |            |
| 16         | 立てこもり           | サガハタが、いつも通り薬をせがんでいたら、当然断ってしまう。 |            |
| 17         | 送迎バス             | |            |
| 18         | 動物園               | |            |
| 19         | 御見舞               | この日、サガハタ大地が風邪で幼稚園を欠席した。皆で御見舞に行くが、サガハタ母が「エコの鬼」で御見舞の品々を破棄してしまう。当のサガハタは、地面に埋められて毒素を抜かれていた。数分後、みどりを除く他の訪問客は畑仕事を押しつけられてしまう。 |            |
| 20         | アイドル             | アナキ先生が大人になったら何になりたいと聞かれ、みどりは「アイドル」と答えてしまう。そこから色々な展開。 |            |
| 21         | 泥んこ遊び           | |            |
| 22         | お泊り会             | 今夜はお泊り会。消灯時間になり、園児全員で就寝となるが、みどり持参の栄養ドリンクにて別展開に発展した。 |            |
| 23         | プール               | 子供会で市営プールに来場した。スタッフ3名が当初「事故防止」で参加者に手錠をつないで泳ごうとしたが、チーフからのクレームにより駐車場にて遊ぶことになる。しかしMASは「あまりの矛盾」ぶりにプールに入ろうとしたところ、チーフに見つかってしまう、エライ剣幕で追いかけて行くものの交通事故で重傷を負う。他のスタッフも泳いでたMASを見つけるが、最後の手段で「軽犯罪行為」を犯してしまい、係員連行。他2本掲載。 |            |
| 24         | 昆虫採集             | 明日は昆虫採集。虫が嫌いなみどりがモチベーションが上がらない。そこで、みどり父が「特訓」するも余計状態が悪化する。翌日アナキ先生とMASとカバタと子分計5名でカブトムシ捕獲に近所の公園中の木々に樹液を塗り「根回し」をしていたものの、そこには大量のゴキブリが集合する「驚愕光景」だった…。当然参加者からのブーイングを買いまくり、彼は「とある行動」に出る。 |            |
| 25         | 夏祭り               | この日は商店街の夏祭り（夏枯れ対策。当作品、関連作品あり。）焼きそばやを担当したみどり父。薬屋であるヤバイ混ぜものをブレンドをして大繁盛になった。他4本掲載。 |            |
| 26         | 伯父(1)              | 伯父が御土産を持ってきてMASの目前に現れた。が、彼女たちと一緒に御砂場で遊んだり、ある子供が捨てていった飴を舐めたりしているのを見て、さくら、アカネからつっこまれてしまう。 |            |
| 27         | 伯父(2)              | その日みどり伯父は、幼稚園内にて「かくれんぼ」をしていた。みどりたちに色々問われると、「つまらないこと聞かないでよ!お兄ちゃんは夢を追いかけるのが、仕事さっ!!」と逆ギレする。ヤヨイ先生に性行為を交渉したものの、「ダメ、ダメ、ダメ。電波出てくるから遠慮しとくわ」とあっさり断られてしまった。みどり伯父は、その後パチスロをして大当たりを出して調子にノッていたが……。 |            |
| 28         | 喧嘩                 | この日みどりとアカネが「ある下らない理由」からつかみ合いの喧嘩を始めてしまった。その後アカネは他の女子園児と昼食をとったり御遊戯をするも、当のみどりはサガハタ、シシドだけが寄ってくるだけで「あまりの人徳のなさ」に凹んでしまう。その様子を見たカバタ、欝五郎が「対策」を練る。 |            |
| 29         | 迷子 前編            | みどりが波江とデパートに買い物へ行った。ものの見事に迷子になり、号泣するも涙声で「びどぢ」と女子店員に名乗ってしまい、更に「『迷子センター』と言う名の牢獄」に預けられてしまう。ツルとして、栄養ドリンクを牢名主や他の子供に渡すが、鼻血を噴出させる。 |            |
| 30         | 迷子 後編            | その後、牢屋で「脱獄」を謀るもののみどりが「号泣」していたら、女子店員から強制的にオムツ交換と言う「屈辱的な罰」を受けてしまう。ところが、見回りで女子店員に高級化粧品を献上しているのを見て、「脱出口」を発見する。その後全員で脱走を実行したが、子供のみの行動を警官に呼び止められ、あらためて、ブタバコ行きとなってしまった…。 |            |
| 31         | 老人ホーム訪問       | 今日は老人ホームに訪問した。園児たちは賛美歌を贈った。お返しに「般若心経ラップ」で応えた。ここまではよかったが、その後「入浴」となったものの参加園児は下着姿で湯のない浴槽に入り、その直後老人たちが裸(パンツ一丁)で乱入。あまりのロリコンぶりにMASらが心証を害する。 |            |
| 32         | クリスマスセール(1)  | この日はクリスマスセール。薬局店店長であるみどり父が「かきいれ時」になり、みどりは強制的に家から追い出されてしまう。当作品、みどりが「惨めな展開」になる作品。 |            |
| 33         | 伯父(3)              | 初詣に神社に向かうが、地味屋をして「カタヌキ」にかけて、スッテンテンになり、「告訴」と言ってみどりからお年玉を持ち逃げしてしまう。 |            |
| 34         | 合コン               | 今日は合コン。保母たちは御洒落着で着飾ったが、ヤヨイ先生は「癒し」が必要と言われディテールをリアルにするためMASを連れてくる。参加者の男性はそれにハマってしまい、今度は幼稚園にてプレイを続行してしまう。心証を害されたMASは園長先生を電話で呼び出してしまう。 |            |
| 35         | 外人                 | この日、幼稚園にて外人（スティーブ・ランチョンミート）が訪問。これが5分に一回なんぼでも口に入れる。 |            |
| 36         | バレンタインデー     | この日はバレンタインデー。みどりたちはチョコレートを贈呈することになったが、まわりの男性は「問題行動」ばかりで、結局翔くんにあげることになったが…。 |            |
| 37         | 夫婦喧嘩             | この日波江と夫婦喧嘩になり、家出されてしまったみどり父。指人形で人形劇をしたり、ユンケルのポップで遊んだり、オブラートで悪乗りしたり、様々な行動に出てしまう。 |            |
| 38         | 動物天国 (1)         | この日MASが多数の動物を目撃する。そこに鬱五郎、鬱五郎父が登場し、動物を愛する心を伝えようと「動物天国」を開園した。しかしながら親子共々嫌われているため、開園当日、「天国の住民」に襲撃され重傷を負ってしまった。そのことを反省すればいいのに、御用聞きに訪れた人々に世話を強要させたり、近所からのクレームをつきつけられてしまう。 |            |
| 39         | 伯父(4)              | 本日は保護者参観日。他の園児は父親が訪問するのに、みどりの場合、伯父が来場し、傍若無人な行動に出る。 |            |
| 40         | 虫歯                 | 題名通り、みどりが虫歯に侵され、波江と共に「鬼ヶ島」に診察に行くが、そこはなんと鋼鉄の入れ歯のもつ、少々気味の悪い歯科医師だった…。 |            |
| 41         | 花粉症               | この日、全裸に全身花を数百輪つけるいわば「菊人形」そのもので登園したサガハタ。聞けば薬づけになる目的だと言うこと。MASやカバタ(子分園児)も含む園児たちは下敷きで静電気を引きつけられるため、全員で協力し、見事花粉症になった…。 |            |
| 42         | 動物天国 (2)         | MASが「動物天国」を訪問したところ、『東京進出大失敗』。(家中の動物が空腹を抱えてしまった上、親子共々最悪の状態で発見。持参したスナック菓子をあげるも、熊に全部喰われてしまった。)数日後、諸々の「提案」を練ったが、あまりの「本末転倒」と「経費膨大」ぶりで怒らせてしまった。 |            |
| 43         | お楽しみ会           | |            |
| 44         |                      | |            |
| 45         | お絵かき             | アナキ先生が図画の授業中、ヤオイ系のイラストばかり描いていた。この為、園長先生に見せたり、アカネ母に見せて怒りを買ってしまう。 |            |
| 46         | 動物天国 (3)         | |            |
| 47         | バンド 前編          | |            |
| 48         |                      | |            |
| 49         |                      | |            |
| 50         | バンド・後編         | |            |
| 51         |                      | |            |
| 52         | 大運動会             | |            |
| 53         | F3                   | |            |
| 54         |                      | |            |
| 55         | アカネ父             | |            |
| 56         |                      | |            |
| 57         |                      | |            |
| 58         | 動物天国 (4)         | 近所でゴミ収集所が荒らされていたのを聞いたMASはパトロールにより、見回る。その後ゴミ漁りをしていたのは鬱五郎親子だった。理由は「動物決闘ショー」が児童相談所からの「中止命令」で再び危機に陥ったとの事。そこでMASが原点に戻って「アリノママの動物の姿を見せる」ということになったが、数日後「おさわりパブ」を経営、これが大当たりとなった。 |            |
| 59         |                      | |            |
| 60         |                      | |            |
| 61         |                      | |            |
| 62         | 動物天国 (5)         | |            |
| 63         | アカネ父(2)          | |            |
| 64         | ハルカ先生(1)        | |            |
| 65         | ハルカ先生(2)        | |            |
| 66         | ハルカ先生(3)        | |            |
| 67         |                      | |            |
| 68         |                      | |            |
| 69         | きなこマンI (1)      | |            |
| 70         | 予防注射             | |            |
| 71         | 野外映画鑑賞会       | |            |
| 72         | 恐怖                 | |            |
| 73         | 早尾くん(2)          | その日、早尾からとなり町の縁日にて「スペシャル・ミルク」を食べて来たのを聞かされ、早尾の案内で向かおうとしたが、「早尾の裏切り」や「みどり伯父の詐欺行為」等、全員が「がんぜない幼児への仕打ち」に結果的に「やるせない状況」に追い込まれてしまった。 |            |
| 74         | 風俗                 | vol.72で夫婦喧嘩等がもとで波江が家でしてしまい、アカネ父、サクラ父に様々な「風俗」に連れて行き、元気付ける。なお、この作品のみ、みどり登場のない回。 |            |
| 75         | 裏切り               | 明日、薬局を休業して家族全員で「遊園地」に行こうと興奮冷めやらない状態で、他の園児たちに自慢し始めた。だが翌日、風邪を引いてしまう。その上、食べようとした御弁当や御菓子は、みどり父に意地汚くも全部取られてしまう。結局そのショックで寝込んでしまった。その様子を祖父母が「ある対策」を練る。 |            |
| 76         |                      | |            |
| 77         | ショタコンウーマン   | |            |
| 78         | ヤヨイ先生(4)        | この回、約半年程入院していたヤヨイ先生が復帰した。ハルカ先生はしれっと話していたものの、「事故に見せかけて」大型トラックが突っ込まれてしまう…。 |            |
| 79         | 七五三               | |            |
| 80         | 翔くん               | |            |
| 81         | クリスマス(3)        | この日はF3で「反省会」。毎年クリスマスには「かきいれ時」になる「月並薬局」。この忙しさ故に、みどりに淋しい思いをさせてしまった事をカミングアウトしたら、アカネ父も母子で年末のコミケの準備で忙しかったことを告白した。それを聞いたさくら父が憤激し、ヤヨイ先生に相談する。けれども、トナカイの着ぐるみを着用させられ「トナカイプレイ」や「奴隷」を強制させられてしまった上、帰宅することも出来なくなってしまった。そうなると、薬局の店長でもあるみどり父はますます「大ピンチ」に陥る。 |            |
| 82         | 伯父                 | 2006年元日、みどりが初詣の帰り、社会不適応者の伯父に出会った。彼は有馬記念を外した上、借金取りにも追われた挙句、ツケが利かなくなり漫画喫茶を追い出されてしまった。そこでみどりの家に泊めてくれとのこと。しかし、「これまでの悪事」を許すものは誰一人もなく、屋根裏でこっそり変われることに。翌日、そのことを聞いたアカネとさくらが駆けつけ、「犬だ犬だ、取って来ーい」とアカネから仏壇に備えていたみかんを遠くに投げて「遊び相手」に。しかし、その夜、餌として伊達巻やちょろぎをあげていたのにも関わらず、立場もわきまえず怒鳴りつけてしてしまった。自業自得とはよく言ったもので頭にきてばらんを投げつけるなど、自業自得に終わってしまう。数日後、いつのまにか伯父はいなくなってしまったい、「芸を仕込みたかったのになぁ」と残念がるみどりを他所に、他の二人も色々と思い出してしまうのであった。 |            |
| 83         | 薬局危機             | vol.81の続編。この日みどりが帰宅したら「月並薬局」と「動物天国」の「業務提携」を組む事になったと鬱五郎から聞かされる。だが「動物実験」にしか思えなくなり、不審に思ったみどりが帰宅して来たみどり父に問い詰めたら、その実態は「vol.81でのヤヨイ先生との情事」を鬱五郎父に隠し撮りされたことをカミングアウトした。当然烈火の如く怒ったが「お父さんにだってプライドがあるんだ!!」と怒鳴り返してしまう。みどりからの警告を無視すると鬱五郎親子は更に調子に乗っていく。しかし、それも鬱五郎の悪事により晴れて「業務提携解消」となったが、怒りの収まらないみどりは告発へ向かってしまった。この作品は、畑正憲本人ならびに関係者からの「クレーム」が大量発生し、しばらくは陽の目を見なくなる。 |            |
| 84         | サガハタくんふたたび | |            |
| 85         | きなこまんI          | |            |
| 86         | 昭和                 | |            |
| 87         | 駄菓子屋             | |            |
| 88         | 自転車               | |            |
| 89         | 早尾くん(3)          | vol.88の続編。今日は早尾の誕生会。御馳走や誕生ケーキを用意して待機していたが、誰一人来場しなかった事に業を焼いた早尾は砂場で遊んでいたMASに怒鳴り込む。説明すると、vol.88でNASを「高級車で有名パティシエ店に連れて行き、ケーキを3個ずつ頂いたという」証拠を領収書と現場写真と参加時に録音した音声を武器にする「根回し」をしていた。当然みどりは開いた口が塞がらなくなる。 |            |
| 90         | 薔薇木さん           | 幼稚園の近くの写真家、薔薇木さんはある日「大日本大芸術写真大コンクール」に「無垢な魂」と言うテーマで探していた。しかし、コスプレをするみどりや前出のくせのある男児を見て自信喪失してしまう。その内、園児を集合させて「子供らしいありのまま」を希望する。 |            |
| 91         | コミイベくん         | |            |
| 92         | きなこまんＩ         | |            |
| 93         | 雨具                 | |            |
| 94         | ダイエット           | |            |
| 95         | プール・ふたたび     | |            |
| 96         | 銭湯                 | |            |
| 97         | 慰安旅行             | |            |
| 98         | 新学期               | |            |
| 99         | 耳鼻咽喉科           | |            |
| 100        | 連載100回記念        | これまでの登場キャラが100-101頁に掲載。勿論、「ヌイグルメン!の主人公名神イリヒト、赤瀬川ヒロも描かれている。 |            |
| 101        | 情操教育             | この日担任の会議で「古きよき日本の伝統的な遊び」を子供たちに伝える事になった。ヤヨイ先生のお医者さんごっこは最初に却下され、F3に託すことになった。ところがさくら父は「おままごと」、みどり父とアカネ父は「ガチャガチャ盗み」を考案した。 |            |
| 102        | 伯父 FINAL           | この話は数ヶ月前が舞台。みどりの伯父が現れる。 |            |
| 103        | 動物天国 FINAL       | 本日はバス遠足。期待に胸を弾ませたが、向かった先は「動物天国」。しかも動物が犬と猫しか紹介出来なかったり、「昆虫館」と称して蚋、ウンカ、蜘蛛を紹介して「ブーイング」を受けてしまう。 |            |
| 104        | クリスマス(4)        | |            |
| 105        | 大晦日・前編         | |            |
| 106        | 大晦日・後編         | |            |
| 107        | 節分                 | |            |
| 108        | 経費削減             | |            |
| 109        | へそくり             | |            |
| 110        | ランドセル           | |            |
| 111        | 脳内麻薬             | |            |
| FINAL      | 卒園式               | この漫画は「栄養ドリンクを一気飲みして鼻血を出す」話でおしまいとなる。 |            |